# Heinrich Biermann
Heinrich Biermann (* 28. September 1938 in Hildesheim; † 8. Juni 2003 in Giesen) war ein deutscher Architekt und Politiker (CDU).
Biermann besuchte die Volksschule in Giesen und absolvierte eine Lehre als Tischler. Nach zwei Jahren Tätigkeit als Tischlergeselle besuchte er die Abendoberschule in Hildesheim. Zwischen 1958 und 1961 studierte er an der Fachhochschule Hildesheim Architektur. Zwischen 1961 und 1985 war er in einem größeren Architekturbüro beschäftigt. Seit 1986 war Biermann selbständiger Architekt in Hildesheim. 
Politisch aktiv wurde Biermann mit seinem Beitritt in die CDU im Jahr 1967. Zwischen 1975 und 1993 war er Vorsitzender des CDU-Gemeindeverbands Giesen und ferner ab 1985 Vorsitzender des CDU-Kreisverbands Hildesheim. Zwischen 1972 und 1974 war Biermann Ratsherr der Gemeinde Klein Giesen und wurde im Anschluss im Jahr 1974 bis Juni 1990 Ratsherr der Gemeinde Giesen. Im Jahr 1972 wurde er Kreistagsabgeordneter und war von 1978 bis 1991 Erster stellvertretender Landrat des Landkreises Hildesheim. 
Biermann war in der 12. Wahlperiode vom 21. Juni 1990 bis 20. Juni 1994 Mitglied des Niedersächsischen Landtags.